# Канделария (Мадалена)
Канделария (порт. Candelária) — район (фрегезия) в Португалии, входит в округ Азорские острова. Расположен на острове Пику. Является составной частью муниципалитета Мадалена. Население составляет 892 человека на 2001 год. Занимает площадь 31,72 км².
Покровителем района считается Дева Мария (порт. Nossa Senhora da Luz).